# Filip Proučil
Filip Chris Proučil (* 5. května 1992 Benešov) je český zpěvák, skladatel a textař.

## Biografie
Filip Chris - vlastním jménem Filip Proučil se narodil v roce 1992 v Benešově u Prahy. Už odmalička tíhnul k umění a hudbě. V době, kdy se měl rozhodnout, jakým směrem se bude dále ubírat, bylo jasné, že umění bude jeho priorita i do budoucna. Během prvního ročníku na střední škole se začal pohybovat v prostředí muzikantů. Mezi nimi se objevil například i Jindřich Koníř, který mimo jiné působil také v kapele Lenky Filipové. Začal navštěvovat hodiny zpěvu na Konzervatoři Jaroslava Ježka, kde se začal zdokonalovat. Právě Jindřich mu znovu připomněl krásy relaxační hudby, které se věnoval on sám.
Tanečník Richard Mach, který v té době uslyšel jeho demo nahrávku, ho seznámil s producentem a hudebníkem Stanem Šimorem. Ten se stal producentem Filipa Proučila. Následně[kdy?] založili společný extravagantní taneční projekt Philip Maxx. Filip Proučil začal vystupovat pod tímto pseudonymem a začal tvořit vlastní projekty. Jeho první singl se natáčel v belgickém nahrávacím studiu The Globe.
Do projektu vstoupil tanečník a choreograf Yemi, který vytvářel vizuální podobu a choreografie pro jeho show, ale Filip Chris rozhodl opustit tento směr a jít vlastní nezávislou cestou.
V roce 2016 vydal první autorský singl z alba Let Us Believe Again s názvem Key Of Life.

## Autorská alba
- Key Of Life - Singl
- Let Us Believe Again

## Galerie

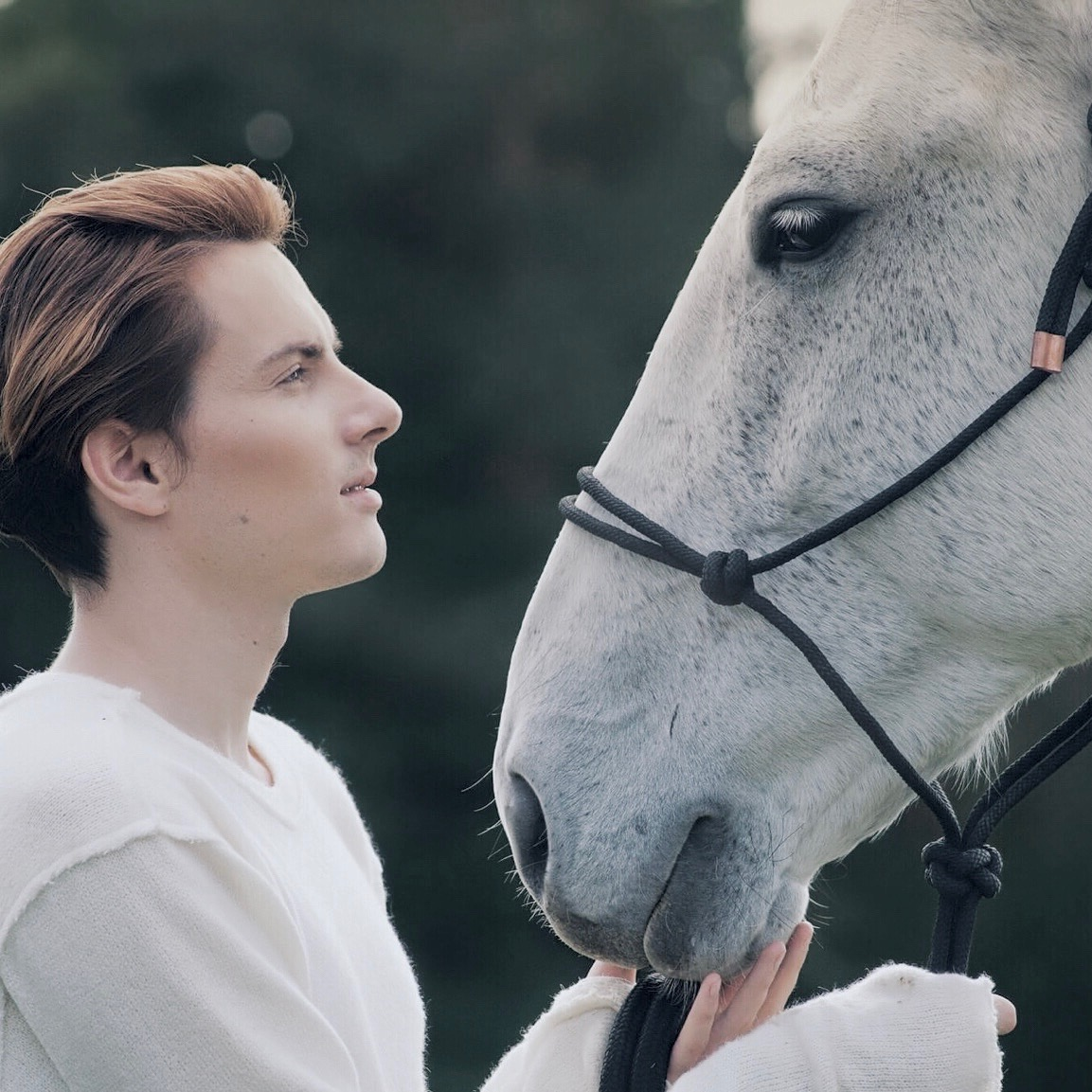
Filip Proučil při natáčení klipu Divine Love
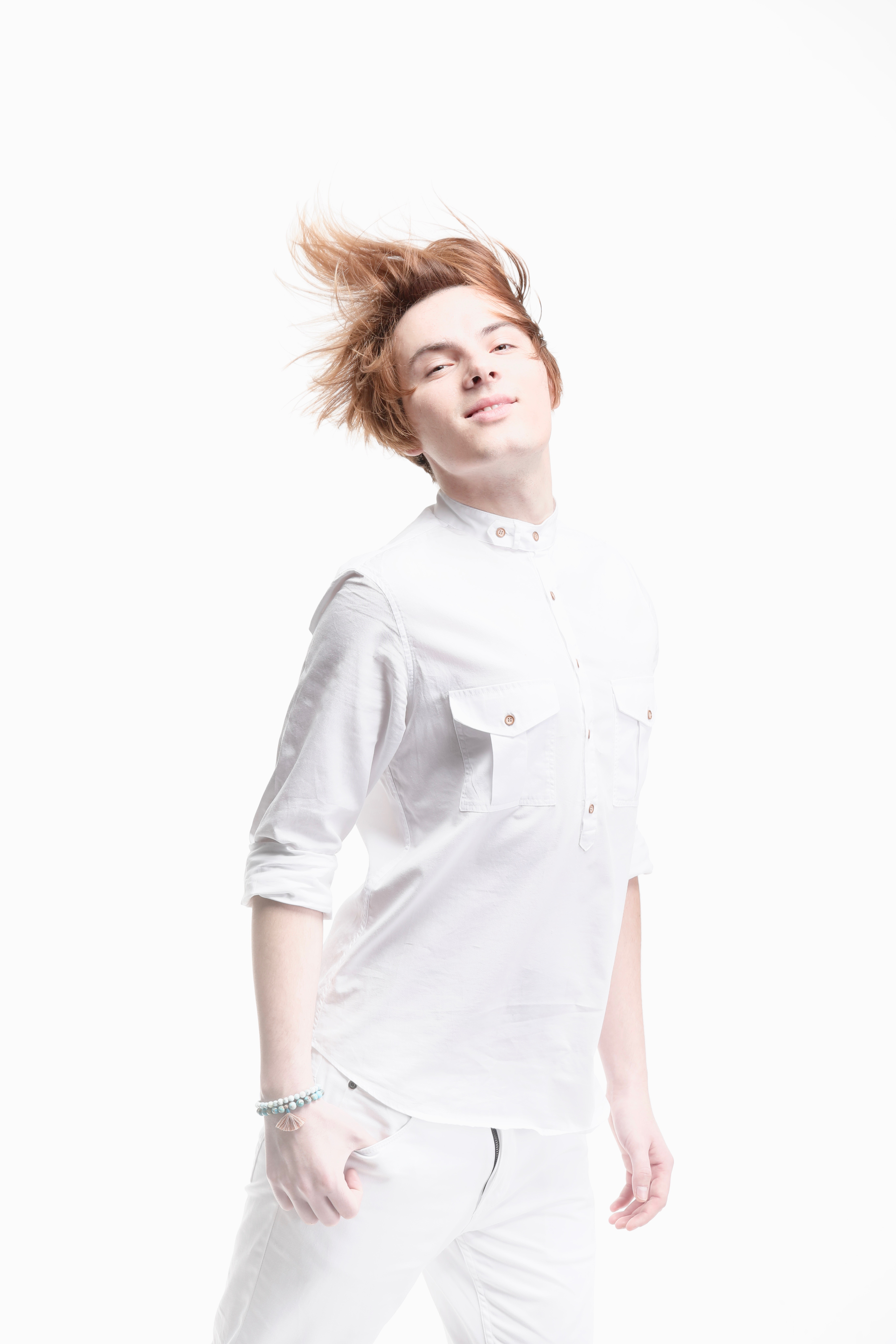
Filip Proučil - Let Us Believe Again,II.